# Inga Löwdin
Inga Margareta Löwdin, född Svennbeck den 1 maj 1917 i Uppsala, död där 2 juni 2008, var en svensk idrottare, idrottsledare och idrottshistoriker. Hon var en av Sveriges genom tiderna största kvinnliga idrottsledare med ett flertal internationella engagemang.

## Biografi
Lek och idrott ingick som en naturlig del i Inga Löwdins uppfostran. Fadern Assar Svennbeck och flera av hans bröder var engagerade i bland annat skidåkning. Redan som sexåring började Inga Löwdin pröva på simning i Uppsala Simsällskap och snart kom hon också att delta i skidtävlingar. Efterhand vidgades intresset till att omfatta andra grenar. Hon kom sedermera – sedan 1933 som medlem i IF Thor – att noteras för fler än dussinet DM-segrar i fem olika discipliner: skidor, orientering, simning, gång och friidrott (800 meter). I skid-SM deltog hon första gången 1935 och sista 1954. De båda åren 1948 och 1951 placerade hon sig som trea på 10 kilometer och 1952 vann hon lag- SM med IF Thor. I SM i orientering erövrade hon silvermedalj 1941. IF Thor med Inga Löwdin som en i trion blev SM-vinnare i budkavle 1953 och intog medaljplats under flera angränsande år.
Inga Löwdins karriär som tävlande idrottskvinna kröntes således med flera framgångar. Det var emellertid i rollen som ledare hon nådde särskilt höga positioner. Med utgångspunkt från dessa förde hon en livslång och mycket lyckosam kamp för att skapa nya och bättre förutsättningar för kvinnlig idrott. På hemmaplan inleddes denna verksamhet redan i slutet av 1930-talet.
Inga Löwdin var mellan 1940 och 1959 gift med professor Per-Olov Löwdin. Tillsammans fick de sonen Per 1949.

### Idrottsledare
Inga Löwdin kom att tillhöra IF Thor hela sitt liv. Hon blev sedermera ordförande i denna förening 1976, en uppgift som hon innehade i mer än tio år. År 1997, då föreningen fyllde 100 år, utsågs hon till hedersordförande. I Upplands idrottsförbund blev hon aldrig ordförande men var aktiv både som ordförande och ledamot i ett flertal av förbundets kommittéer.
Inom Svenska Skidförbundet kom Inga Löwdin att verka i ett flertal kommittéer från 1946 fram till 1973, ömsom som ordförande ömsom som ledamot. Hon var lagledare för damernas landslag i längdskidor 1949–1970 och agerade så att Sverige stödde Finlands motion till Internationella Skidförbundet (FIS) 1948 om att VM och OS skulle innefatta damtävlingar i längdskidor. Detta förslag antogs 1949 och realiserades vid OS i Oslo 1952. Särskilt omskriven är den propagandaturné som genomfördes 1949 under namnet ”expedition Alperna” med FIS och Svenska Skidförbundet som medarrangörer. Inga Löwdin och två andra SM-medaljörer besökte då flera länder i södra Europa med målet att skapa intresse för kvinnlig längdskidåkning. En motsvarande turné genomfördes senare i USA. Propagandan sägs ha uppnått sitt mål, vilket visades av att 42 kvinnor från åtta länder startade i ”för-OS” i Holmenkollen 1951.
Inom FIS var Inga Löwdin ledamot i förbundets damkommitté åren 1949–1965. Från år 1965 fram till 1990 verkade hon som ordförande i FIS:s särskilda kommitté för kvinnlig längdåkning. Sistnämnda år utsågs hon till hedersledamot i kommittén. I egenskap av FIS- funktionär närvarade hon mellan 1970 och 1987 vid alla OS och VM på längdskidor. I en tidningsintervju kring millennieskiftet berättar hon att hon hade bevistat tio OS och 14 VM.
Inom Svenska Orienteringsförbundet var Inga Löwdin under 1940- och 1950-talen ledamot i förbundsstyrelsen och ordförande i förbundets damsektion, och upprätthöll samma funktioner i åtskilliga av förbundets temporära kommittéer.
Inom det Internationella Orienteringsförbundet (IOF), vilket Inga Löwdin var med om att bilda, verkade hon som generalsekreterare under perioden 1961–1975. När hon avgick från denna post utsågs hon till hedersledamot. I denna egenskap var hon vid åtskilliga tillfällen inbjuden till VM.
I Sveriges Riksidrottsförbund (RF) invaldes Inga Löwdin i dess Överstyrelse (ÖS) 1951, då hon för fjärde gången var nominerad till en sådan post. Hon var den första kvinnan som tog plats i denna församling. Där kom hon också att utses till suppleant i Förvaltningsutskottet (FU) under senare delen av 1950-talet. När RF:s ledning reformerades 1959 och ÖS avskaffades och ersattes med riksidrottsstyrelsen (RS), samtidigt som antalet ledamöter reducerades, blev Inga Löwdin invald i den nya styrelsen. Här kom hon att bli kvar till 1973. När ÖS på tillskyndan av Inga Löwdin 1953 inrättade en kommitté för kvinnlig idrott invaldes hon i denna. Under lång tid framöver kom hon att vara dess ordförande. Genom målmedvetet arbete lyckades kommittén i sitt uppsåt att förbättra villkoren och öka utrymmet för kvinnlig idrott.
Vid flera tillfällen representerade Inga Löwdin genom RF svensk motions- och kvinnoidrott vid Europakonferenser, till exempel i Strasbourg, Luxemburg och Haag. Såsom idrottsrörelsens representant ingick hon i 1962 års fritidsutredning. På regeringens uppdrag genomförde RF:s kvinnokommitté 1967, tillsammans med Gymnastik- och idrottshögskolan (GIH), en Europarådskonferens för kvinnoidrott i Stockholm vid vilken ett tjugotal nationer var representerade. I internationella sammanhang kom Inga Löwdins språkkunskaper väl till pass. Hon behärskade sju språk.

### Övriga engagemang och sista åren
Ett sidointresse i Inga Löwdins breda idrottsprofil utgjorde bergsklättring. Enligt uppgift var hon den första kvinnan som besteg den schweiziska bergstoppen Matterhorn, nästan 4 500 m hög.
Under sista delen av sin levnad kom Inga Löwdins ledaregenskaper att kopplas till idrottshistoria, passande nog har hon själv sagt, eftersom hon hade varit lärare i bland annat historia. Hon var åren 1985–1997 vice ordförande i Svenska idrottshistoriska föreningen med bas i Stockholm. I Upplands Idrottshistoriska Förening verkade hon som ordförande alltsedan dess start 1986 och ingick i ett flertal av förbundets kommittéer.
Sin sista tävling som orienterare genomförde Inga Löwdin vid 88 års ålder. Hon dog 2008 i Uppsala, där hon är begravd på Gamla kyrkogården.

## Eftermäle
I september 2023 invigdes ett mindre torg uppkallat efter Löwdin invid korsningen Kungsängsesplanaden och Östra Ågatan i stadsdelen Kungsängen (Industristaden kallad i folkmun), Uppsala. Torget heter Inga Löwdins plats och det är närheten till Studenternas idrottsplats som enligt Uppsala kommun gjort att Löwdin som idrottsprofil fått namnge torget.